# Шимборская, Вислава
Мари́я Висла́ва А́нна Шимбо́рская (пол. Maria Wisława Anna Szymborska [viˈswava ʂɨmˈbɔrska]; 2 июля 1923, Бнин, ныне Курник близ Познани — 1 февраля 2012, Краков) — польская поэтесса; лауреат Нобелевской премии по литературе 1996 года.

## Биография
С 1931 года жила в Кракове. С 1943 года работала на железной дороге, сумела избежать отправки нацистами на принудительные работы. К этому периоду относится её первый опыт в искусстве — в качестве иллюстратора учебника по английскому языку Яна Станиславского. Также начала писать стихи и рассказы.
После войны принимала участие в литературной жизни Кракова, до 1946 года принадлежала к литературной группе «Inaczej», ощутила влияние Чеслав Милоша. В 1945—1948 годах изучала польскую литературу, а затем социологию в Ягеллонском университете, однако его не закончила; позже проводила там семинары .
В 1948 году вышла замуж за Адама Влодека, брак распался в 1954 году, но они поддерживали дружеские отношения друг с другом и далее. В 1953—1981 годах работала в краковской литературной газете «Życie Literackie».
До 1966 года была членом ПОРП, со временем завязала контакты с эмиграцией (например, парижской «Культурой» и Ежи Гедройцем) и диссидентами.
В 1996 году удостоена Нобелевской премии по литературе «за поэзию, которая с предельной точностью описывает исторические и биологические явления в контексте человеческой реальности».

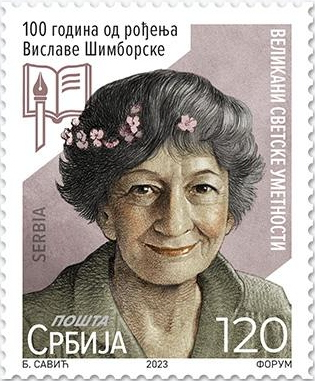
Почтовая марка Сербии 2023 года, приуроченная к столетию со дня рождения польской поэтессы, нобелевского лауреата по литературе 1996 года Виславы Шимборской

Скончалась во сне 1 февраля 2012 года в своём доме в Кракове, сообщение о смерти Шимборской передал её секретарь Михал Русинек. Похороны поэтессы состоялись 9 февраля этого же года и носили светский характер. Согласно воле покойной, её тело было кремировано, а урна с прахом была похоронена в семейной усыпальнице на Раковицком кладбище в Кракове (участок GD, 10 ряд, могила № 10).
2 июля 2013 года Google выпустил дудл к 90-летию со дня рождения поэтессы.

## Творчество
Дебютировала в печати стихотворением под названием «Szukam słowa» («Ищу слова») в марте 1945 года в газете «Dziennik Polski». Первый сборник стихотворений «Dlatego żyjemy» («Поэтому живём») издан в 1952 году.
Для творчества Шимборской характерны философские и морально-нравственные проблемы, поэтика исповеди и рефлексивность, связь между вечным и мгновенным, существующим и несуществующим, ирония, близкая к гротеску, лаконичная метафора, рациональная конструкция стихотворения.
Переводила на польский язык произведения французских поэтов.

## Награды и премии
- Золотой Крест Заслуги (1955)
- Кавалер ордена Возрождения Польши (1974)
- Премия Гёте (1991)
- Премия Гердера (1995)
- Нобелевская премия по литературе (1996)
- Золотая Медаль «За заслуги в культуре Gloria Artis» (2005)
- Орден Белого орла (13 января 2011 года)[7]

## Издания
- Dlatego żyjemy (Warszawa: Czytelnik, 1952)
- Pytania zadawane sobie. Poezje. (Kraków: Wydawnictwo Literackie, 1954)
- Wołanie do Yeti. Wiersze. (Kraków: Wydawnictwo Literackie 1957)
- Sól (Warszawa: Państwowy Instytut Wydawniczy, 1962)
- Wiersze wybrane (Warszawa: Państwowy Instytut Wydawniczy, 1964)
- 101 wierszy (1966)
- Poezje wybrane (Warszawa: Ludowa Spółdzielnia Wydawnicza, 1967)
- Sto pociech (Warszawa: Państwowy Instytut Wydawniczy, 1967)
- Wiersze wybrane (1967)
- Poezje wybrane (1967)
- Poezje (Warszawa: Państwowy Instytut Wydawniczy, 1970)
- Wybór poezji (Warszawa: Czytelnik, 1970)
- Wszelki wypadek (Warszawa: Czytelnik, 1972)
- Wybór wierszy (Warszawa: Państwowy Instytut Wydawniczy, 1973)
- Tarsjusz i inne wiersze (Warszawa: Krajowa Agencja Wydawnicza, 1976)
- Wielka liczba (Warszawa: Czytelnik, 1976)
- Poezje wybrane II (Warszawa: Ludowa Spółdzielnia Wydawnicza, 1983)
- Ludzie na moście (Warszawa: Czytelnik, 1986)
- Poezje: Poems (на польском и английском; Kraków: Wydawnictwo Literackie, 1989)
- Lektury nadobowiązkowe (1992)
- Wieczór autorski: wiersze (Warszawa: Anagram, 1992)
- Koniec i początek (Poznań: a5, 1993)
- Życie na poczekaniu (Kraków: Wydawnictwo Literackie, 1996)
- Widok z ziarnkiem piasku. 102 wiersze (Poznań: a5, 1996)
- Sto wierszy — sto pociech (1997)
- 14 wierszy (Suprasl: Stowarzyszenie «Uroczysko», 1998)
- Poczta literacka czyli Jak zostać (lub nie zostać) pisarzem (Kraków: Wydawnictwo Literackie, 2000)
- Wiersze wybrane (Kraków: a5, 2001)
- Chwila (Kraków: Znak, 2002)
- Rymowanki dla dużych dzieci (Kraków: a5, 2003)
- Wiersze (Olszanica: Bosz, 2003)
- Wiersze wybrane. Wyd. nowe rozszerzone (Kraków: a5, 2004)
- Dwukropek (2005)
- Tutaj (2009)

### Издания на русском языке
- Шимборская, Вислава. Избранное / Пер. с польского А. Эппеля. — М.: Текст, 2007. — 303 с. — (Билингва). — 2000 экз. — ISBN 978-5-7516-0708-2.

- Шимборская, Вислава. Жизнь с бухты-барахты / Пер. с польского Веры Виногоровой. — СПб., 2007.
- Шимборская, Вислава. Внеклассные чтения от A до Z/ Пер. с польского Елены Рыбаковой. - СПб.: Jaromir Hladik Press, 2024.